# Henry Le Chatelier
Pour les articles homonymes, voir Le Chatelier.
Henry Louis Le Chatelier (8 octobre 1850 à Paris - 17 septembre 1936 à Miribel-les-Échelles, France) est un chimiste français. Il est connu entre autres pour le principe des équilibres chimiques dit « principe de Le Chatelier ».

## Biographie

### Enfance et études
Henry Le Chatelier naquit le 8 octobre 1850 à Paris. Il est le fils de Louis Le Chatelier et Louise Durand. Son père ingénieur polytechnicien joua un grand rôle dans l'industrie française au XIXe siècle. Il participa à la naissance de l'industrie française, notamment de l'industrie de l'aluminium, à l'introduction du procédé Martin-Siemens dans la sidérurgie et à l'essor des transports ferroviaires. Son père a eu une grande influence sur la future carrière d'Henry.
Il avait une sœur (Marie) et quatre frères (Louis 1853-1928, Alfred 1855-1929, Georges 1857-1935 et André 1861-1929). Sa mère lui dispensa une éducation très rigoureuse et stricte. Il dira : « Je fus habitué à une discipline très stricte : il fallait se lever à l'heure, préparer en temps utile ses devoirs et ses leçons, manger de tout aux repas, etc. J'ai conservé toute ma vie le respect de l'ordre et de la loi. L'ordre est une des formes les plus parfaites de la civilisation. »
Il effectua sa scolarité au collège Rollin à Paris. Après seulement une année de mathématiques spéciales au Collège Stanislas Paris, il entra comme son père à l'École polytechnique (X1869). Après une scolarité brillante à Polytechnique (il fut major de sa promotion), il entra à l'École nationale supérieure des mines de Paris en 1871 (sorti troisième en 1875). Il fréquenta le laboratoire d'Henri Sainte-Claire Deville, à l'École normale supérieure. À cette époque, il suivait également des études littéraires. Il attribuait une grande valeur aux humanités et défendit à de nombreuses reprises l'importance des études littéraires dans l'éducation.
Comme tous les élèves de l'École polytechnique, il fut nommé sous-lieutenant le 11 septembre 1870, et participa au siège de Paris.
Il épousa Genièvre Nicolas, amie de la famille et sœur de quatre polytechniciens. Ils auront quatre filles et trois fils.

### Carrière

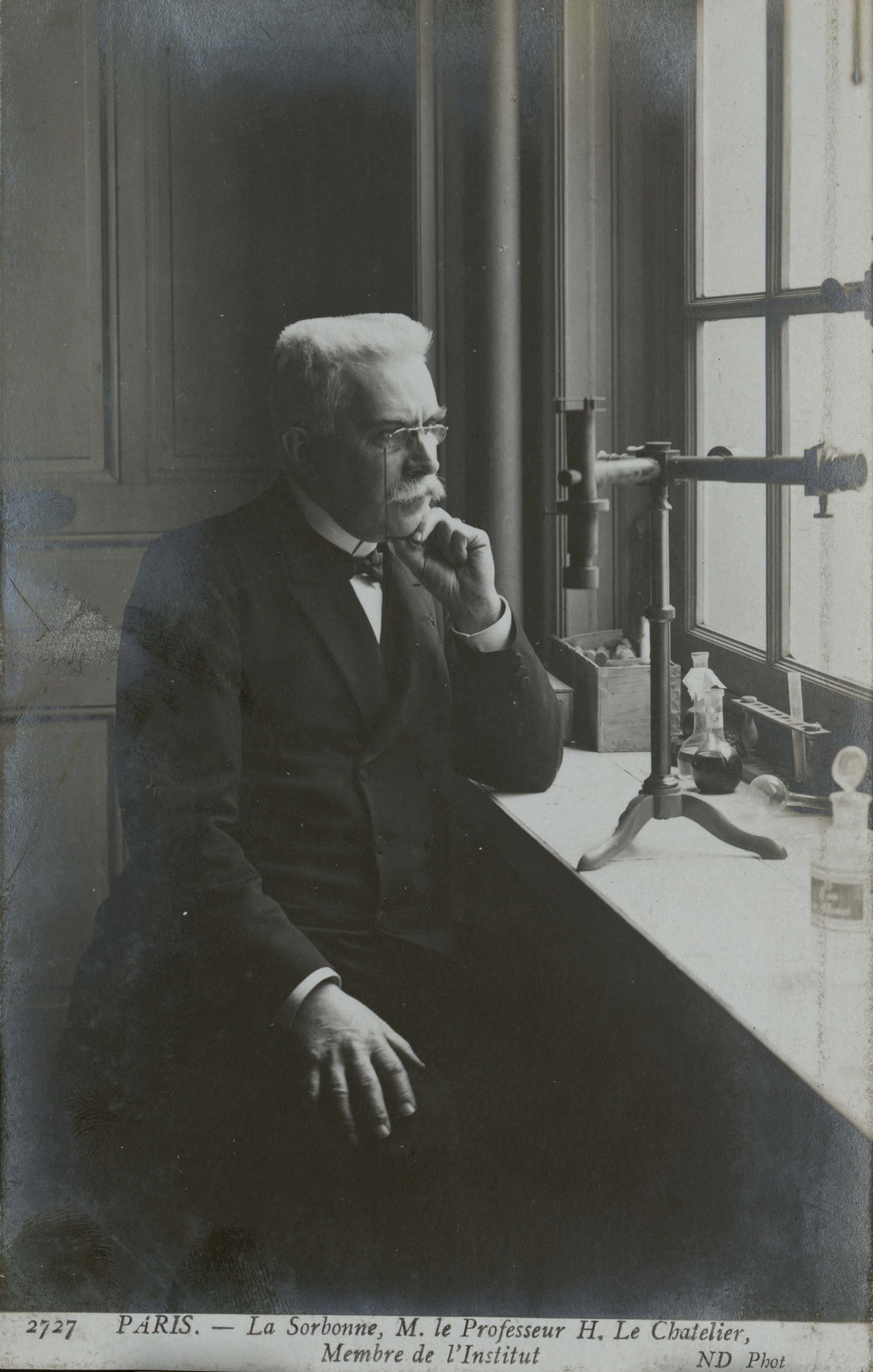
La Sorbonne. M. le professeur H. Le Chatelier, membre de l'Institut (Bibliothèque de la Sorbonne, NuBIS).

S'il s'intéressa de près aux problèmes industriels, il préféra suivre une carrière d'enseignant chercheur en chimie.
Il est nommé ingénieur ordinaire de 3e classe le 1er avril 1875, passe à la 2e classe le 1er février 1878 et à la 1ère le 1er janvier 1883.
Il est ingénieur ordinaire de 3e classe à Besançon (division du Nord-Est, arrondissement de Chalon-sur-Saône) en 1876,.
En 1877, il fut chargé du cours de chimie générale au cours préparatoire de l'École nationale supérieure des mines de Paris. Il obtient dans cette école en 1887, la chaire de chimie industrielle qu'il conserve jusqu'à sa retraite en 1919.
Il tenta vainement d'obtenir la chaire de chimie à l'École polytechnique en 1884 et en 1897.
Il fut le successeur de Paul Schützenberger à la chaire de chimie minérale au Collège de France en 1898 jusqu'en 1907. 
Il succéda en 1907 à Henri Moissan à la chaire de chimie générale de la Faculté des sciences de Paris jusqu'en 1925 où il fut remplacé par André Job.
Les sujets qu'il traita au Collège de France furent :
- Phénomènes de combustion (1898),
- Théorie des équilibres chimiques, les mesures de températures élevées et les phénomènes de dissociation (1898-1899),
- Propriétés des alliages métalliques (1899-1900),
- Alliages de fer (1900-1901),
- Méthodes générales de chimie analytique (1901-1902),
- Lois générales de la chimie analytique (1901-1902),
- Lois générales de la mécanique chimique (1903),
- La silice et ses composés (1905-1906),
- Quelques applications pratiques des principes fondamentaux de la chimie (1906-1907),
- Propriétés des métaux et de quelques alliages (1907).

Il fut élu à l'Académie des sciences en 1907 après cinq tentatives.

## Travaux scientifiques

### Ses travaux
En chimie, Henry Le Chatelier est connu pour :
- le principe de l'équilibre chimique (dit principe de Le Chatelier)[1]
- la variation de la solubilité des sels dans une solution idéale.

Il publia environ trente communications sur ces sujets entre 1884 et 1914.
Ses résultats sur les équilibres chimiques furent présentés en 1885 à l'Académie des sciences à Paris.
Aidé de Charles Picard, il inventa le soudage oxyacétylénique en supprimant les risques d'explosion grâce à un brûleur en matériau réfractaire (1898). Le procédé put être industrialisé (1901) avec Edmond Fouché en portant le débit du mélange combustible air+acétylène à plus de 200 m/s. 
Il effectua de nombreux travaux en métallurgie et a notamment donné son nom à l'effet Portevin-Le Chatelier. Il créa en 1893 au sein de la Société d'encouragement pour l'industrie nationale un comité des alliages. Il se créa ainsi autour de lui un pôle d'études et de recherches sur les alliages auquel participa par exemple Georges Charpy.

### Principe de l'équilibre chimique
Il doit sa renommée à la loi sur les équilibres chimiques :

« Toute modification d'un facteur d'un équilibre chimique réversible provoque, si elle se produit seule, un déplacement de l'équilibre dans un sens qui tend à s'opposer à la variation du facteur considéré. »

Cette loi qualitative permet de prévoir le déplacement d'équilibre d'une réaction chimique.

### Mesure des hautes températures
Les travaux d'Henry Le Chatelier sur la mesure des températures élevées ont très vite fait sa réputation dans les aciéries. Avant lui, on ne savait rien mesurer dans un haut fourneau, même de façon approximative. Il met au point le pyromètre thermo-électrique de haute précision en 1886 et le pyromètre optique en 1892.

## Dans son époque
Une partie de ses travaux furent consacrés à l'industrie. Il fut par exemple ingénieur conseil auprès de la Société des chaux et ciments Pavin de Lafarge. Sa thèse de doctorat fut consacrée à ce sujet : « Constitution des mortiers hydrauliques ».
D'une manière typique des scientifiques et ingénieurs de son époque, il avait une vision très scientifique de l'industrie. Dans le numéro un de la Revue de métallurgie, il publia un éditorial décrivant ses convictions sur le sujet. Il a été l'un de ceux qui diffusèrent les théories de Frederick Winslow Taylor. Il publia en 1928 d'ailleurs un livre sur le sujet intitulé Le Taylorisme.
Politiquement, il était conservateur. En 1934, il prit position dans la revue bruxelloise Revue Économique Internationale contre la loi française sur la durée hebdomadaire de travail de quarante heures. Contrairement à d'autres scientifiques de son époque et malgré certaines convictions anti-parlementaristes, il se tint à l'écart des mouvements d'extrême droite.
Il fut l'un des fondateurs de la Revue de métallurgie. Très actif dans le cadre de la Société d'encouragement pour l'industrie nationale, qu'il dirigea de 1903 à 1905, il succéda à Oscar Linder à sa présidence. Il y encouragera la recherche, industrielle et l'organisation rationnelle du travail, avec le concours de la famille Michelin. En comparaison avec l'industrie allemande, qui l'inquiétait, il dénonça la carence en formation de la maîtrise industrielle française et demanda le développement d'écoles professionnelles. Il appela les ingénieurs français à être beaucoup plus présents dans ses ateliers.

## Publications
Il publia de très nombreux articles, publications et communications scientifiques. Il publia également onze livres :
- François Ernest Mallard et Henri Le Chatelier, Recherches expérimentales et théoriques sur la combustion des mélanges gazeux explosives, Paris, Dunod, 1883
- Henri Le Chatelier, Recherches expérimentales sur la constitution des ciments hydrauliques. Suivi de Propositions données par la Faculté, Paris, 1887, 90 p. (lire en ligne)
- Henri Le Chatelier, Recherches expérimentales et théoriques sur les équilibres chimiques, Paris, Dunod, 1888, 125 p.
- Henri Le Chatelier et Octave Boudouard, Mesure des températures élevées, Paris, G. Carré et C. Naud, 1900, 220 p.
- Henri Le Chatelier, Recherches expérimentales sur la constitution des mortiers hydrauliques, Paris, Dunod, 1904, 196 p.
- Henri Le Chatelier, Leçons sur le carbon, la combustion, les lois chimiques : professées à la Faculté des sciences des Paris, Paris, Dunod, 1908, 456 p.
- Henri Le Chatelier, Introduction à l'étude de la métallurgie : le chauffage industriel, Paris, Dunod, 1912, 528 p.
- Henri Le Chatelier, La silice et les silicates, Paris, Hermann, 1914, 574 p.
- Henri Le Chatelier, Sciences et industrie, Paris, Flammarion, coll. « Bibliothèque de philosophie scientifique », 1925, 288 p. (ISBN 978-2-7355-0488-6)
- Henri Le Chatelier, Le taylorisme, Paris, Dunod, 1934, 238 p.
- Henri Le Chatelier, De la méthode dans les sciences expérimentales, Paris, Dunod, 1936, 319 p.

## Prix et distinctions
- Médaille Gustave Trasenster de l'université de Liège (1910)
- Médaille d'or de Bessemer de l'Iron and Steel Institute (1911)[13]
- Médaille Davy de la Royal Society (1916)[14]
- Docteur honoris causa de la faculté technique d'Aix-la-Chapelle (1912), de la Victoria University de Manchester (1920), de l'institut polytechnique de Copenhague (1921), de l'université de Louvain (1927), de l'université de Madrid (1934)
- Grand officier de la Légion d'honneur. Chevalier (1887), officier (1908), commandeur (1919) et grand officier (1927) de la Légion d'honneur